# Butthole Surfers
Butthole Surfers est un groupe de noise rock américain, originaire de San Antonio, au Texas. Fondé en 1981, le groupe change plusieurs fois de formations avant de se stabiliser avec Haynes, Leary, et le batteur King Coffey en 1983. Teresa Nervosa sera leur seconde batteuse entre 1983 et 1985 puis 1986 et 1989 et en 2009. Le groupe recrute également un bon nombre de bassistes avant l'arrivée définitive de Jeff Pinkus,.
Ancré dans la scène punk hardcore des années 1980, Butthole Surfers devient rapidement connu pour ses performances scéniques chaotiques, son humour noir, et un style musical qui comprend des éléments de psychedelia, noise rock, punk et plus tard, electronica,. Les membres de Butthole Surfers pratiquent la consommation de drogues récréatives, habitude qui se répercute sur leur son.

## Biographie

### Formation et débuts (1977–1984)
La formation de ce groupe remonte à 1977, lorsque son futur leader et chanteur Gibby Haynes (le fils d'un animateur TV de Dallas connu sous le nom de Mr Peppermint) rencontre le guitariste Paul Leary à l'université de San Antonio, au Texas. Ils forment quatre ans plus tard un groupe aux multiples noms, tous plus surréalistes que les autres, Ashtray Baby Heads ou Nine Foot Worm Makes Home Food, jusqu'à ce qu'un présentateur radio les annonce par erreur sous le titre d'une de leurs chansons, Butthole Surfers (littéralement « Les surfeurs du trou du cul »). Ce nom, qu'ils adoptent sur le champ, leur vaudra bien des ennuis et des censures lorsqu'ils quitteront l'underground pour signer avec des majors dans les années 1990, la plupart des DJ les annonçant alors sous le nom de « BH Surfers ».
Les Butthole Surfers publient un EP en 1983 avec le label Alternative Tentacles (de Jello Biafra des Dead Kennedys). L'EP, Butthole Surfers (aussi connu sous le titre de Brown Reason to Live et Pee Pee the Sailor), comprend des titres pour le moins absurdes comme The Shah Sleeps in Lee Harvey's Grave et Bar-B-Q Pope, chantés par Haynes et Leary. La pochette est réalisée par le groupe lui-même. L'album inspire, à cette période, le chanteur Kurt Cobain du groupe Nirvana, qui le cite dans ses 10 albums préférés dans Journals. Cobain citera plus tard l'album Pee Pee the Sailor de Butthole Surfers comme l'un des cinquante albums qui ont marqué le son de Nirvana. Cobain rencontrera finalement sa future épouse, Courtney Love de Hole, lors d'un concert Butthole Surfers/L7 en 1991.

### Premiers succès (1984–1987)
Terry Tolkin, un ami, signe le groupe au label Touch and Go Records de Corey Rusk, situé à Détroit. Psychic... Powerless... Another Man's Sac est publié en 1984,,. Pour leur premier EP, le groupe se concentre sur la psychedelia, qui se caractérise par des instrumentations atypiques, et une modulation sonore qui définira leur son en studio.
Juste avant la sortie de Psychic..., et avec un nouveau bassiste, Terence Smart, le groupe commence une tournée mondiale. Ils joueront dans les premiers quartiers de Touch and Go à Détroit avant de jouer à New York où ils impressionnent des membres de Sonic Youth et le bassiste Kramer de Shockabilly (et futur Butthole Surfers). Ils tournent aux quatre coins du pays comme à Seattle. À San Francisco, en fin de tournée, et sans endroit où vivre, le groupe décide de se relocaliser à Winterville (une petite ville près d'Athens, en Géorgie), où ils travaillent avec les membres de R.E.M.. Ils avaient supposément prévu de garer un van devant la maison de Michael Stipe avec marqué dessus Michael Stipe/Despite the Hype/I Still Wanna Suck/Your Big Long Pipe sur le côté,. Smart quitte le groupe, peu après être tombé amoureux d'une de leurs copines, et Trevor Malcolm, un jeune canadien recommandé par Touch and Go, le remplace à la basse. Le bouche-à-oreilles permet au groupe de jouer devant un public plus grand. Peu après l'arrivée de Malcolm, le groupe enregistre deux concerts au club Traxx de Détroit. Ils sortent finalement sous le titre Blind Eye Sees All.
Leur deuxième album studio, intitulé Rembrandt Pussyhorse, est publié chez Touch and Go en avril 1986. Mieux connu pour sa reprise minimaliste du titre American Woman du groupe The Guess Who, il est l'un des albums de Butthole Surfers les plus expérimentaux de leur carrière. Après une tournée en particulier hors de contrôle, le groupe se dirige à Austin, au Texas, en été 1986. Nervosa les rejoint (Cabbage ayant été renvoyé quelques mois plus tôt). Ils commencent à préparer ensuite un troisième album. Publié en mars 1987, Locust Abortion Technician est l'un des albums les plus lourds de Butthole Surfers, et est souvent considéré comme le meilleur en date.

### Évolution (1988–1991)
Au début de 1988, Butthole Surfers est déjà prêt à enregistrer un nouvel album et souhaite pour la première fois user du modernisme en studio. Les sessions qui suivent prennent une semaine, pendant que le groupe joue plusieurs fois ses chansons en tournée. Hairway to Steven est publié en avril, et est le premier album du groupe à faire usage de guitare acoustique. Hairway to Steven,. Le groupe tourne pendant un an en soutien à l'album, particulièrement bien accueilli en Europe.
Pendant leur tournée en hiver 1988, Butthole Surfers fait usage d'un caméscope Digital Audio Tape portable pour enregistrer différents concerts. Les meilleurs tournages sont publiés sous le titre Double Live, un double album en édition limitée en formats vinyle et cassette et 1989, et en CD l'année suivante. Double Live sera le dernier album de Butthole Surfers à faire participer Nervosa, qui part au début de 1989.

### Popularité (1991–1999)
Leur label Rough Trade met la clé sous la porte en 1991, mais pas avant de sortir l'album solo de Leary, The History of Dogs. L'année suivante, Butthole Surfers choque les fans et critiques en signant un contrat au label Capitol Records,. Capitol réédite imméditament piouhgd et associe le groupe avec le producteur John Paul Jones, mieux connu comme bassiste pour Led Zeppelin. Le fruit de leur partenariat, Independent Worm Saloon (1993), s'oriente rock sur les conseils de Jones. Ces efforts payent et leur single Who Was in My Room Last Night? est un succès mineur, atteignant la 24e place des Billboard Modern Rock Tracks, tandis que l'album atteint la 124e place du Billboard 200,. Après le départ de Pinkus en 1994, les membres restants recrutent quelques musiciens et tournent sporadiquement. Haynes travaille avec Johnny Depp, Bill Carter, Sal Jenco, Flea, dans un nouveau groupe appelé P. En 1993, Haynes joue avec ce groupe au Viper Room à Los Angeles.
En 1995, le groupe contribue à une reprise du générique de la série Underdog pour l'album hommage Saturday Morning: Cartoons' Greatest Hits, produit par Ralph Sall pour MCA. En 1996, Capitol publie Electriclarryland de Butthole Surfers, qui grimpe à la 31e place du Billboard 200 ; le single Pepper atteint le Billboard Modern Rock Tracks,.

### Dernières activités (depuis 2000)
En 2000, le groupe recrute le bassiste Nathan Calhoun. Après avoir réglé les problèmes avec Capitol, Butthole Surfers réenregistre une grande partie des chansons d' After the Astronaut' pour Weird Revolution, aux labels Hollywood Records/Surfdog Records. L'album est publié en août 2001, et atteint la 130e place du Billboard 200, et le single The Shame of Life atteint la 24e place du Billboard Modern Rock Tracks.
Le groupe se réunit avec Jeff Pinkus et Teresa Nervosa pour une tournée sur la côte est et en Europe en été 2008 avec les Paul Green School of Rock All Stars. Il s'agit de la première fois que cette formation joue depuis 1989. Le groupe joue au festival All Tomorrow's Parties par Melvins et Mike Patton.
Ils jouent au festival Day for Night à Houston, au Texas entre le 17 et 18 décembre 2016.

## Membres

### Membres actuels
- Gibby Haynes - chant, guitare, saxophone (depuis 1981)
- Paul Leary - guitare, chant (depuis 1981)
- King Coffey - batterie (depuis 1981)
- Jeff Pinkus - basse (1986–1994, depuis 2008)

### Anciens membres
- Teresa Nervosa - batterie (1983–1985, 1986–1989, 2008–2009)
- Nathan Calhoun - basse (2000–2002)
- Kytha Gernatt (Cabbage) - batterie (1985–1986)
- Mark Kramer - basse (1985)
- Trevor Malcolm - basse (1985)
- Terence Smart - basse (1984–1985)
- Bill Jolly - basse (1982–1984)
- Quinn Matthews - basse (1982)
- Scott Matthews - batterie (1981–1982)
- Andrew Mullin - basse (1981–1982)
- Scott Stevens - basse (1981)

### Membres de tournée
- Jason Morales - batterie (2002)
- Josh Klinghoffer - guitare, batterie (2001)
- Kyle Ellison - guitare (1996)
- Owen McMahon - basse
- Kathleen Lynch - danse (1986–1989)
- Juan Molina - basse (1985)

## Discographie

### Albums studio
- 1984 : Psychic... Powerless... Another Man's Sac
- 1986 : Rembrandt Pussyhorse
- 1987 : Locust Abortion Technician
- 1988 : Hairway to Steven
- 1989 : Double Live
- 1991 : Piouhgd
- 1993 : Independant Worm Saloon
- 1996 : Electriclarryland
- 2001 : Weird Revolution
- 2002 : Humpty Dumpty LSD

### EP
- 1983 : Butthole Surfers EP
- 1985 : Cream Corn from the Socket of Davis
- 1989 : Widowermaker
- 1990 : The Hurdy Gurdy Man